# Leonardo Frullani
Leonardo Frullani (* 13. Juni 1756 in San Giovanni alla Vena (bei Pisa); † 4. Mai 1824 in Florenz) war ein toskanischer Staatsmann.
Leonardo Frullani war der Sohn von Domenico Frullani und Rosa Batini. Er absolvierte ein Jura-Studium an der Universität Pisa. In den 1790er Jahren war er Regierungsrat in Livorno, von 1797 an bekleidete er dann das Amt des Vize-Gouverneurs von Livorno. Ab 1814 war er Finanzminister des Herzogtums Toskana unter Ferdinand III.
Am 23. November 1792 heiratete er Maddalena Ombrosi. Die beiden hatten zwei Söhne, Giuliano (1795–1834) und den Juristen und Lyriker Emilio (1808–1879).

## Ehrentaxon
Der italienische Bryologe Giuseppe Raddi widmete Frullani die Moosgattung Frullania.